# Бражник Олена Владиславівна
Олена Владиславівна Бра́жник (нар. 18 червня 1953, Кривий Ріг) — українська художниця і педагог; член Київської організації Спілки радянських художників України з 1989 року.

## Біографія
Народилася 18 червня 1953 року в місті Кривому Розі Дніпропетровської області (нині Україна). З 1961 року мешкає у Києві. 1972 року закінчила Республіканську художню школу імені Тараса Шевченка; протягом 1973—1979 років навчалася на живописному факультеті Київського художнього інституту у Леонтія Коштелянчука, Сергія Подерв'янського, Данила Лідера. Здобула спеціальність — «художник театру, педагог».
З травня 1980 року по серпень 2006 року — викладач вищої категорії фахових дисциплін у Державній художній середній школі імені Тараса Шевченка; з вересня 2005 року — доцент кафедри дизайну, з серпня 2009 року по жовтень 2012 року — завідувач кафедри рисунка і живопису Київського національного університету культури і мистецтв; протягом 2013—2021 років — доцент кафедри рисунку, живопису і скульптури Національної академії керівних кадрів культури і мистецтв. Нині доцент кафедри дизайну Інституту мистецтв Київського університету імені Бориса Грінченка, викладає дисципліни — орнаментика та етнодизайн (модуль Колористика), рисунок, живопис, колористика в дизайні.
Мешкає у Києві в будинку на Русанівській набережній, № 16.

## Творчість
Працює в галузі станкового живопису, створює натюрморти, пейзажі, портрети. Схиляється до постімпресіонізму. Автор близько 1000 творів, серед них:
- «Крим. Квіти і море» (1986);
- «Паски та димківська іграшка» (1990);
- «Щедра осінь» (1991);
- «Великоднє свято» (1992);
- «Кримський виноград» (1992);
- «Алупка. Кримська вуличка» (1993);
- «Соняшники» (1993);
- «Бузок» (1994);
- «Польові квіти в косівському кухлі» (1998);
- «Айстри в китайських вазах» (2001);
- «Біло-рожеві півонії» (2008);
- «Різнокольорові дзвіночки» (2009).

З 1979 року взяла участь у понад 100 республіканських, міжнародних, закордонних виставках.
Роботи художниці є в приватних зібраннях і музейних фондах України, Росії, Канади, Швейцарії, Норвегії, США, Японії, Польщі та Китаю.

## Наукова діяльність
Автор наукових праць з мистецької педагогіки та літературних творів, зокрема:
- «Психологічні аспекти взаємовідносин художник-учитель-учень» / Українська академія мистецтва. Науковий збірник. Випуск 10, 2003, С. 199—203;
- «Посвящение» / Видавництво «Досконалий друк», 2004;
- «Закономірності існування творчої особистості» / Вісник Львівської національної академії мистецтв. Наукове видання. Випуск 21, 2010, С. 63-71;
- «Стилізація та образність у візуальному мистецтві» / Національна академія мистецтв України, Інститут проблем сучасного мистецтва. Актуальні проблеми мистецької практики і мистецтвознавчої науки. Наукове видання. Випуск 3, 2010, С. 113—118;
- «Психологічні аспекти мистецької освіти» / Вісник КНУКіМ. Педагогіка. Збірник наукових праць. Випуск 22, 2010, С. 18—24;
- «Виразні можливості кольору» / Вісник Харківської державної академії дизайну і мистецтв. Наукове видання. Випуск 7, 2010, С. 92—96;
- «Самостійна робота з академічного курсу „Рисунок“ як засіб формування творчого потенціалу дизайнера» / Міністерство культури України. Національна Академія керівних кадрів культури і мистецтв. Мистецтвознавчі записки. Збірник наукових праць. Випуск 31, 2017. С. 180—190.

## Відзнаки
- Заслужений художник України (1996; за вагомий особистий внесок у примноження національних духовних надбань, високий професіоналізм та з нагоди п'ятої річниці незалежності України)[5];
- Міжнародна премія «Дружба» Української екологічної академії наук (1996; за визначну професійну та громадську діяльність по зміцненню міжнародних наукових та культурних зв'язків, співробітництво та сприяння дружбі між народами)[3];
- Почесна грамота Верховної Ради України (2003; за особливі заслуги перед Українським народом)[3];
- Подяка Київського міського Голови (2003; за багаторічну плідну працю, сприяння розвитку образотворчого мистецтва)[3];
- Диплом VI Київської міжнародної книжкової виставки-ярмарки «Книжковий світ — 2004» в номінації «Краща книга з мистецтва» (2004; за монографію «Посвящение»)[3][2];
- Орден преподобного Нестора Літописця УПЦ (2009; за духовно-просвітницьку діяльність)[3];
- Почесна грамота Міністерства культури України (2019)[3];